# Макарьев, Тихон Фёдорович
Тихон Фёдорович Макарьев (19 сентября [1 октября] 1870, Волово, Орловская губерния — 29 апреля 1945, Ленинград) — советский учёный-теплотехник. Профессор. Изобретатель шахтно-цепной топки для сжигания кускового торфа.

## Биография
Тихон Макарьев родился 19 сентября (1 октября) 1870 года в селе Волово (ныне Воловский район Липецкой области). С 14 лет работал по найму, параллельно обучаясь в Воронежском реальном училище. После окончания в 1896 году химического факультета Петербургского технологического института устроился на работу на Александровский металлургический завод инженером по проектированию мартеновских печей. В 1899 году поступил на работу в акционерное общество электрических сооружений «Гелиос» и одновременно стал посещать специальные курсы по электротехнике в Петербургском технологическом институте. Работая на петербургской электростанции «Гелиос», занимался перестройкой котельной и установкой турбогенераторов. Занимал должность помощника, затем начальника электростанции. Когда после Октябрьской революции акционерное общество «Гелиос» было национализировано, Т. Ф. Макарьев вошёл в состав Управления электростанции и был назначен её заведующим (она получила новое название «Городская электрическая станция № 2»). Руководил реконструкцией электростанции.
С октября 1918 года — член Центрального электротехнического совета, позднее — Технического совета Наркомата электростанций. Принимал активное участие в осуществлении плана ГОЭЛРО, занимался объединением всех электростанций Ленинграда в единую энергосистему. Изобретённая Т. Ф. Макарьевым высокоэффективная шахтно-цепная топка для сжигания кускового торфа дала возможность осуществлять строительство мощных электростанций на достаточно дешёвом местном топливе. Первые топки системы Т. Ф. Макарьева были установлены Петроградской трамвайной станции (1921) и на временной Шатурской станции (1922). Такие топки также были установлены на Иваново-Вознесенской, Горьковской и 8-й ГЭС им. С. М. Кирова в Ленинграде. Благодаря цепным решёткам конструкции Т. Ф. Макарьева удалось добиться экономичного сжигания торфа.
С 1922 года Т. Ф. Макарьев являлся одним из проектировщиков Шатурской электростанции. В 1922 году он съездил в командировку в Германию и Великобританию, где занимался размещением заказов на оборудование городских электростанций. В 1923 году был в Чехословакии и Германии, где заказал на заводах оборудование для Шатурской ГРЭС (тогда топки системы Т. Ф. Макарьева изготавливались на заграничных заводах по его чертежам). С 1932 года работал в Ленэнерго.
Т. Ф. Макарьев разработал ряд других видов топок для сжигания торфа и сланцев, в частности, барабанно-ступенчатую слоевую механическую топку для сжигания топлива низких сортов. Изобретённая Т. Ф. Макарьевым вихревая топка помогла обеспечить работу ряда предприятий города во время блокады Ленинграда. Автор статей о добыче торфа и конструкциях топок для торфа и сланцев, публиковавшихся в журналах «Электричество», «Электрические станции», «Тепло и сила». Выступал с докладами на международных конгрессах по энергетике в Лондоне в 1924 и 1928 годах.
Занимался преподавательской деятельностью в Ленинградском политехническом и Электротехническом институтах, получил учёное звание профессора.
Умер в Ленинграде 29 апреля 1945 года.

## Награды
- Орден Ленина (1935) — за перевыполнение производственной программы 1934 года по выработке электроэнергии более, чем на один процент, снижение удельных расходов топлива, себестоимости электроэнергии и значительные успехи по овладению техникой электростанций и линий электропередач[4]
- медаль «За оборону Ленинграда»[3]
- значок «Отличник энергетики»[3]

## Сочинения
- Краткий обзор современного положения паровых турбин / Т. Ф. Макарьев. — СПб. : Типо-лит. Шредера, 1909. — 33 с. : ил.
- Новейший способ сжигания торфа топкой инж. Макарьева : сб. : (статьи, материалы, чертежи, фот., протоколы испытат. комиссии). — М. : Р.И.О. Главэлектро, 1923. — 60 с.
- Современные котельные на торфу / Т. Ф. Макарьев // Электричество. — 1925. — № 2.
- Торфосжигание в настоящем и будущем / Т. Ф. Макарьев // Известия электротока. — 1928. — № 8-9.
- Топка для фрезерного торфа системы проф. Т. Ф. Макарьева // Тепло и сила. — 1934. — № 4.
- Сжигание сланца / Т. Ф. Макарьев // Тепло и сила. — 1936. — № 8.
- Топка новой конструкции / Т. Ф. Макарьев // Труды 1 Всесоюзной конференции по фрезерному торфу. — М.-Л., 1935.
- Сжигание фрезерного торфа и сланца во взвешенном состоянии в топках системы проф. Т. Ф. Макарьева / Т. Ф. Макарьев. — М. ; Л. : Онти. Глав. ред. энергетич. лит-ры, 1936 — 35 с. : черт. — (Всесоюзный совет научных инженерно-технических обществ ВСНИТО. Университет физико-химии и энергетики им. академика Н. Д. Зелинского ; Вып. 18).